# Divisions de recensement de l'Ontario
Liste des divisions de recensement de l'Ontario :
1. District d'Algoma
2. Comté de Brant
3. Comté de Bruce
4. Ville de Chatham-Kent
5. District de Cochrane
6. Comté de Dufferin
7. Municipalité régionale de Durham
8. Comté d'Elgin
9. Comté d'Essex
10. Comté de Frontenac
11. Ville du Grand Sudbury
12. Comté de Grey
13. Comté de Haldimand
14. Comté de Haliburton
15. Municipalité régionale de Halton
16. Ville de Hamilton
17. Comté de Hastings
18. Comté de Huron
19. Ville de Kawartha Lakes
20. District de Kenora
21. Comté de Lambton
22. Comté de Lanark
23. Comtés unis de Leeds et Grenville
24. Comté de Lennox et Addington
25. District de Manitoulin
26. Comté de Middlesex

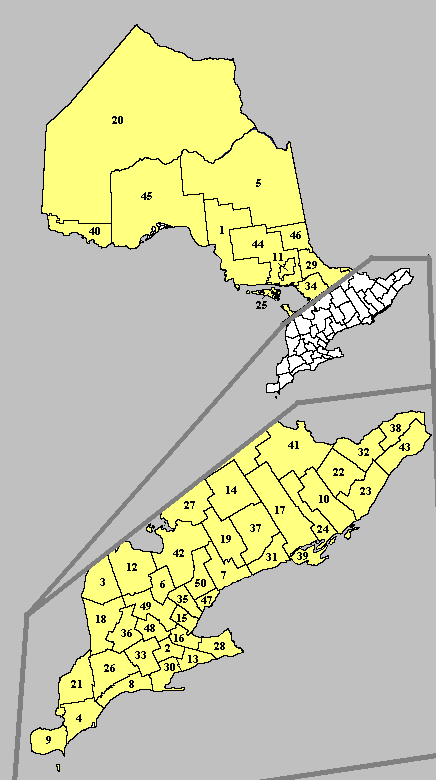
Divisions de recensement de l'Ontario

27. Municipalité de district de Muskoka
28. Municipalité régionale de Niagara
29. District de Nipissing
30. Comté de Norfolk
31. Comté de Northumberland
32. Ville d'Ottawa
33. Comté d'Oxford
34. District de Parry Sound
35. Municipalité régionale de Peel
36. Comté de Perth
37. Comté de Peterborough
38. Comtés unis de Prescott et Russell
39. Comté de Prince Edward
40. District de Rainy River
41. Comté de Renfrew
42. Comté de Simcoe
43. Comtés unis de Stormont, Dundas et Glengarry
44. District de Sudbury
45. District de Thunder Bay
46. District de Timiskaming
47. Ville de Toronto
48. Municipalité régionale de Waterloo
49. Comté de Wellington
50. Municipalité régionale d'York